# Hervé Krief (musicien)
Pour les articles homonymes, voir Hervé Krief et Krief.
Hervé Krief est un guitariste et essayiste français. Il a joué avec Miles Davis et enregistré avec Ray Charles et Didier Lockwood,.
Il est également membre du collectif « Écran total » et auteur d'essais critiques du numérique,,,,.

## Discographie
- La dolce vita, 1994 ;
- Illuminations, 1999 ;
- Paradis artificiels, 2003 ;
- Correspondances, 2005[1].

## Publications
- Internet ou le retour à la bougie, Quartz puis Écosociété, 2018 puis 2020, 120 p. (ISBN 9782897195588).
- Ombres et lumières ou La faible lueur d'une bougie est préférable aux ténèbres de la modernité connectée, Quartz, 2021, 140 p. (ISBN 9782957698202).